# カルム・マクリード
カルム・マクリード（Calum MacLeod、1984年1月12日 - ）は、ニュージーランド・ウェリントン出身のプロバスケットボール選手である。ポジションはセンター。新潟アルビレックスBB所属。

## 来歴
ニュージーランド・プロリーグ（NBL）でプレーした後、2003年から2008年までNCAA1部で活躍。
その後、NBLに戻りノースオタゴ・ペンギンズから新潟アルビレックスBBに入団。しかし、12月を以って契約解除。
ニュージーランドU18代表にも選ばれた経験がある。